# Piazza Duomo (Trento)
Piazza Duomo (o "piazza del Duomo"; in tridentino Piazza granda) è la piazza principale della città di Trento.

## Nome

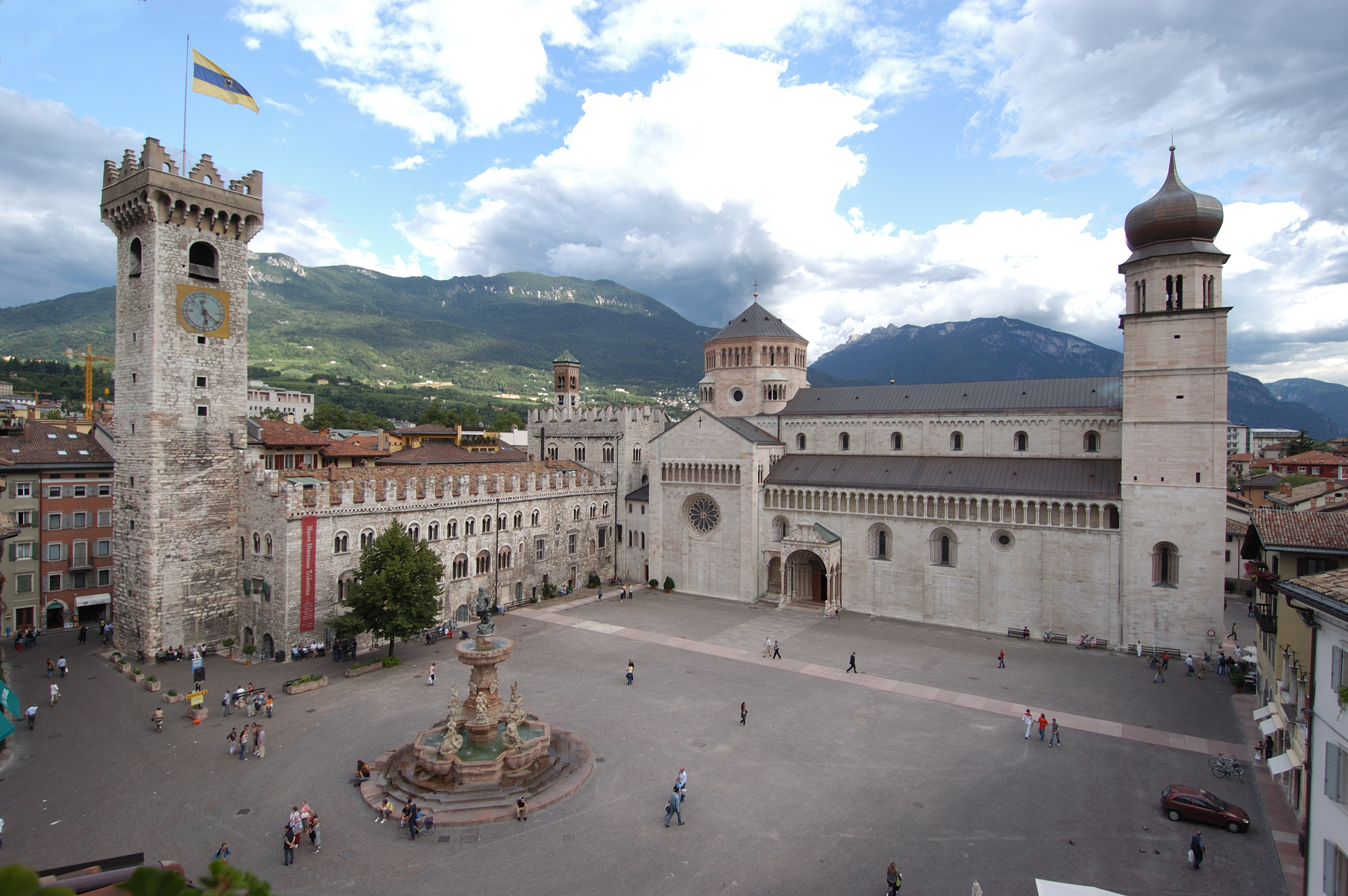
Vista dall'alto verso sud-ovest: in evidenza il duomo, il Palazzo Pretorio con la Torre Civica e la fontana del Nettuno

La piazza prende il nome dal duomo di Trento, che vi sorge di fianco, e in effetti in Italia è abbastanza comune che le piazze dove si trovano le cattedrali si chiamino appunto "piazza (del) Duomo"; anticamente però l'edificio eponimo non era il duomo, bensì l'odierno Palazzo Pretorio: tra il Duecento e il Cinquecento il nome che appare nei documenti è "piazza del Comune" (o anche "piazza del palazzo vescovile"). Dal Cinquecento in poi appare il nome di "Piazza Grande", e dal Seicento compare la cattedrale, con le forme "piazza del Duomo" e "piazza di San Vigilio". 
Nel Novecento compaiono infine altri nomi che avranno breve durata, quali piazza Italiana, piazza Vittorio Emanuele III e piazza Cesare Battisti (quest'ultimo ora portato da un'altra piazza trentina).

## Storia

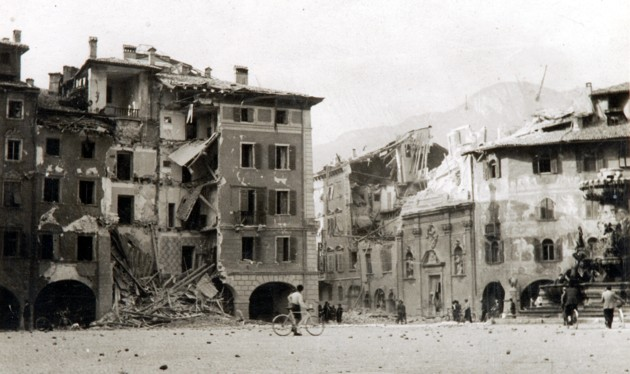
Piazza Duomo e via Belenzani danneggiate dai bombardamenti durante la seconda guerra mondiale

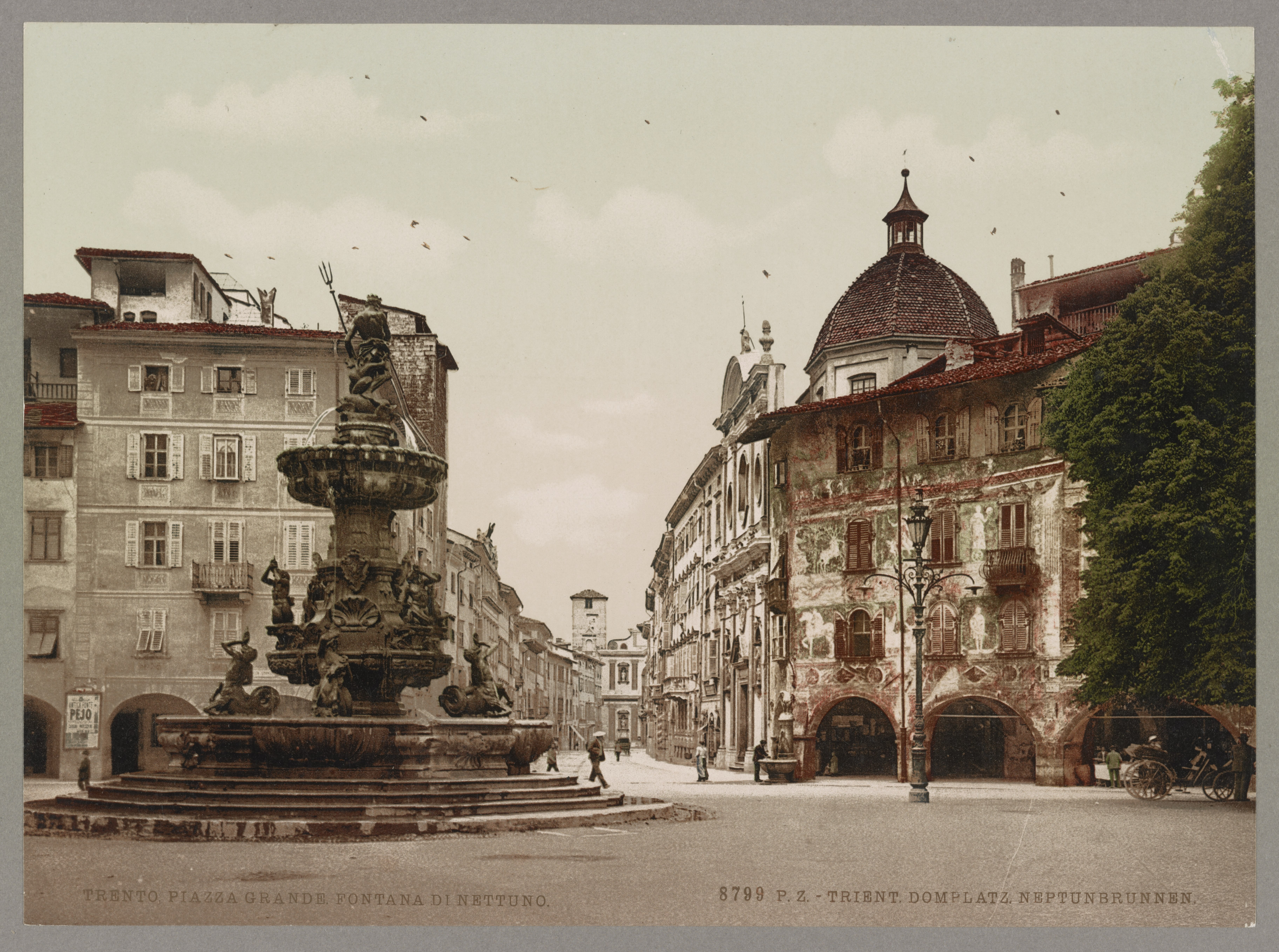
Vecchia cartolina di Trento con la fontana del Nettuno in primo piano; sullo sfondo il lato settentrionale, con casa Cazuffi, l'imbocco di via Belenzani e la cupola della chiesa dell'Annunziata

La piazza si è sviluppata in epoca medievale a partire dall'edificio del duomo; poiché questo sorse al di fuori delle mura della città romana di Tridentum, la piazza si trova decentrata rispetto al centro storico. 
Nel Medioevo in piazza si tenevano le adunate popolari, convocate dal suono della campana "renga" della Torre Civica, e dal 1528 fino al 1805 era sede di mercato; sempre nel Cinquecento operavano in piazza due locande, quella della Spada e quella delle Due Spade. Fino al 1793 si teneva in piazza Duomo anche uno spettacolo con fuochi d'artificio nella sera di San Vigilio.
Fino almeno agli anni settanta in piazza era permesso il regolare transito dei veicoli a doppio senso di marcia, nonché il parcheggio; l'area è stata in seguito parzialmente pedonalizzata (vi transitano ancora autobus e altri mezzi di servizio, nonché i residenti).
Il tiglio sotto la Torre Civica, unico albero della piazza, ha una storia particolare; secondo quanto viene tramandato, un primo albero venne piantato a inizio Ottocento durante il governo napoleonico del Trentino, ispirandosi all'albero della libertà. Ad un certo punto esso venne abbattuto, piantando al suo posto un secondo tiglio nato dal primo, e l'operazione venne ripetuta nel 1982, così che il tiglio attuale è "nipote" di quello originale. L'albero assunse un ruolo particolare nella società di Trento: poiché offriva protezione dal sole e dalle intemperie, sotto la sua chioma erano solite radunarsi le persone senza dimora, tanto da fare nascere l'espressione popolare "andar sotto al tiglio" per indicare chi, per un motivo o per l'altro, veniva cacciato di casa. Poiché queste persone erano in genere viste come manodopera a buon mercato, l'albero divenne di conseguenza punto di riferimento per chi cercava lavoro.

## Descrizione

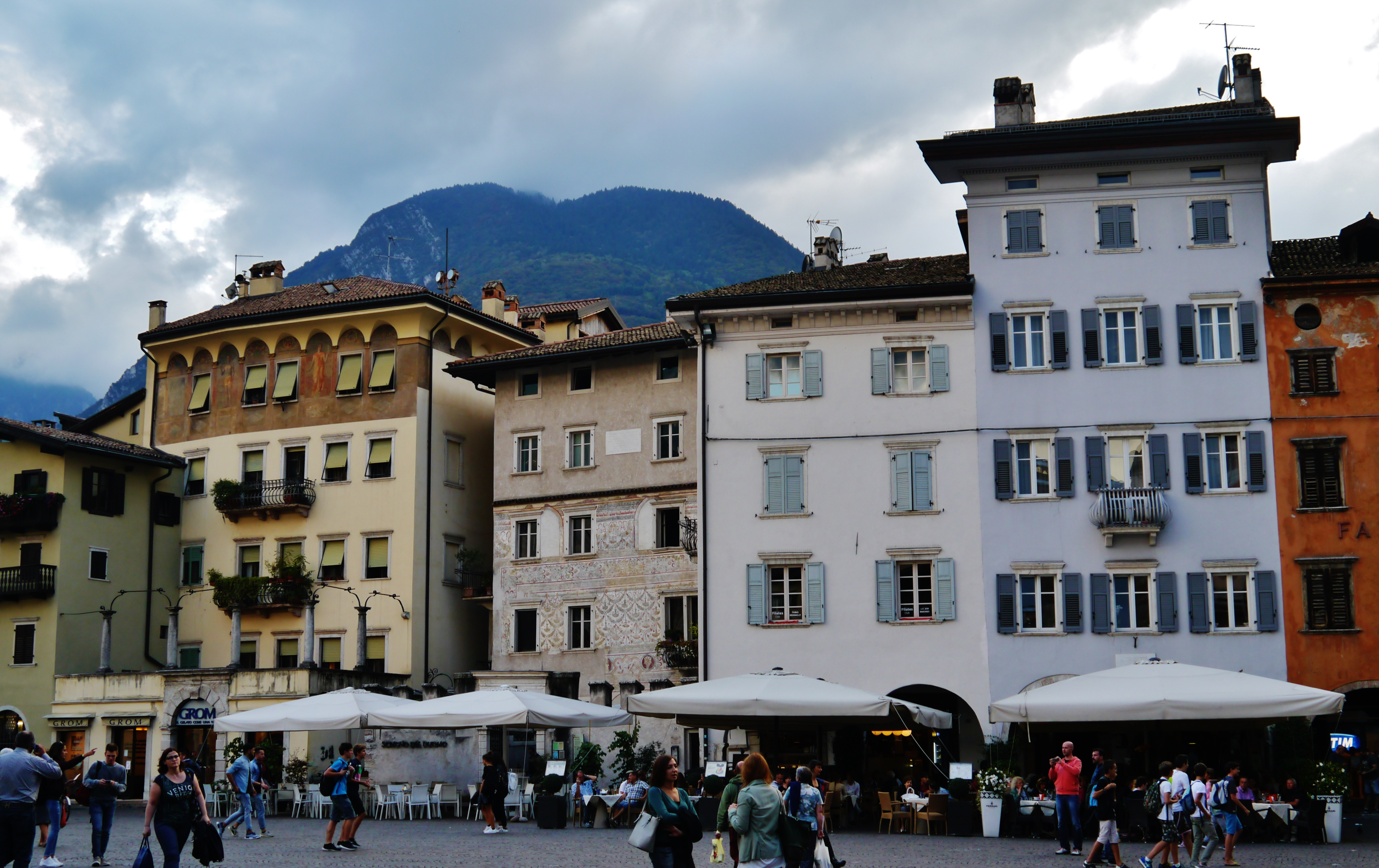
Il lato occidentale della piazza: si nota casa Balduini, in gran parte affrescata; sulla destra è parzialmente visibile casa Gerloni

La piazza ha forma grossomodo quadrangolare ed è pavimentata a cubetti di porfido di colore piuttosto uniforme, posati nel 1955 e disposti in archi contrastanti.
Il monumento più importante della piazza è la cattedrale di San Vigilio, duomo della città di Trento, la cui fiancata sinistra ne costituisce il bordo meridionale; fondato forse nel IV secolo, la costruzione attuale è perlopiù duecentesca. Il lato orientale è formato dal Palazzo Pretorio, che fa angolo con la cattedrale, e dalla sua Torre Civica; antica sede vescovile e poi palazzo del Comune, ospita oggi il museo diocesano tridentino. Sugli altri due lati della piazza si affacciano delle abitazioni, di cui alcune degne di nota: su quello occidentale casa Balduini e casa Gerloni; su quello settentrionale, caratterizzato da una sequenza di portici quattro e cinquecenteschi, casa Cazuffi e casa Rella, due degli esempi più importanti di case affrescate a Trento.
Oltre agli edifici, decorano la piazza due fontane: la settecentesca fontana del Nettuno, che ne domina il centro rialzata su una gradinata, e la fontana dell'Aquila, meno appariscente, appoggiata al portico di casa Cazuffi. È inoltre presente un singolo albero, un tiglio, posto alla base della Torre Civica.
Dalla piazza si diramano via Cavour e via Rodolfo Belenzani (una delle vie principali della città) a nord; via Giuseppe Garibaldi a est; vicolo Benassuti e vicolo dei Birri a ovest; via Giuseppe Verdi dall'angolo a sud-ovest.